# 末日地堡
《末日地堡》（英語：Silo），是一部美國後末日科幻電視劇，改編自休·豪伊的同名小說系列，第一季劇情改編自該系列的首部小說《羊毛記》，故事設定在一個反烏托邦未來，講述一些人類在末日中倖存並住進筒倉型地堡重新建立文明的故事。該劇由葛瑞漢·尤斯特主創，丽贝卡·弗格森主演兼出任執行製作人，其他主演包括拉什達·瓊斯、大衛·奧伊羅、凡夫俗子、添·羅賓斯、哈里特·沃特、艾維·納許、里克·戈麥斯和齊納查·烏切。
該劇於2023年5月5日於Apple TV+首播，整體評價不俗，主要讚揚該劇的世界觀建構、場景設計和弗格森的演出表現。2024年11月15日播出第二季。

## 劇情背景
故事發生在一個反烏托邦未來，大約一萬名人類在144層深的筒倉型地堡居住，他們被告知外面的世界因受到毒氣感染而變得不適合人類居住，僅餘的倖存者遂躲進地堡避難，並制訂了規條來維持地堡中的新社會運作。

## 演員

### 主演
- 丽贝卡·弗格森 飾演 茱麗葉·尼科斯（Juliette Nichols）：接替霍斯頓的保安官，原為機械工程師，威爾金斯的女友兼命案的目擊者[2]。
  - 艾梅莉·查爾德·維利爾斯（Amelie Child Villiers） 飾演 年輕的茱麗葉[3]
- 拉什達·瓊斯 飾演 艾莉森·貝克（Allison Becker）：地堡的資訊部職員，霍斯頓的妻子，因意外看到收錄了倉外影像的磁碟而對公約產生質疑[2]。
- 大衛·奧伊羅 飾演 霍斯頓·貝克（Holston Becker）：保安官，艾莉森的丈夫，受其影響而打算走出地堡了解真相[2]。
- 凡夫俗子 飾演 羅伯·辛斯（Robert Sims）：司法部的首席執行官，實為白納德的部下和學徒候選人[2]。
- 添·羅賓斯 飾演 白納德·霍蘭德（Bernard Holland）：資訊部主管，艾莉森和盧卡斯的上司，詹絲死後成為代市長[2]。
- 哈里特·沃特（英语：Harriet Walter） 飾演 瑪莎·沃克（Martha Walker）：資深機械工程師，茱麗葉如同母親般的朋友[2]。
- 艾維·納許 飾演 盧卡斯·凱爾（Lukas Kyle）：資訊部職員，喜歡觀察星星，結識茱麗葉後與其成為好友並暗戀著她[4]。
- 里克·戈麥斯 飾演 帕特里克·肯尼迪（Patrick Kennedy）：油漆工、前歷史遺物走私商，曾與馬奈斯有不快經歷[2]。
- 齊納查·烏切（英语：Chinaza Uche） 飾演 保羅·比靈斯（Paul Billings）：司法部推薦的保安官人選，患有類似癲癇的「綜合症」，在馬奈斯死後接任副保安官[4]。

### 常設
- 韋·柏頓（英语：Will Patton） 飾演 山姆·馬奈斯（Sam Marnes）：副保安官，霍斯頓的副手和摯友[4]。
- 費迪南德·金斯利 飾演 喬治·威爾金斯（George Wilkins）：電腦維修檔檔主，茱麗葉的男友，意外發現收錄了倉外影像的磁碟[2]。
- 比利·普斯特李威 飾演 漢克（Hank）：駐守底層的警官[5]。
- 金寶·張（英语：Chipo Chung） 飾演 桑迪（Sandy）：警員，霍斯頓和馬奈斯的下屬，與茱麗葉不和[2]。
- 雷米·米爾納（Remmie Milner） 飾演 雪莉·坎貝爾（Shirley Campbell）：機械部職員，茱麗葉的好友[5]。
- 伊恩·格雷 飾演 皮特·尼科斯（Pete Nichols）：婦產科醫生，茱麗葉的父親[4]。
- 凱特琳·佐茲（Caitlin Zoz） 飾演 凱瑟琳·比靈斯（Kathleen Billings）：比靈斯的妻子[6]。

### 客串
- 杰拉丁妮·詹姆斯 飾演 露絲·詹絲市長（Mayor Ruth Jahns）：準備退休的市長，不太願意司法部介入政事[4]。
- 蘇菲·湯普遜（英语：Sophie Thompson） 飾演 歌莉亞·希爾德布蘭特（Gloria Hildebrandt）：生育輔導員，因自己一直未能懷孕而對公約的執行者產生懷疑[7]。
- 肖恩·麥克雷 飾演 諾克斯（Knox）：機械部主管[2]。
- 麥特·高梅茲·伊達卡（Matt Gomez Hidaka） 飾演 庫珀（Cooper）：師從茱麗葉的機械部學徒[2]。
- 席安娜·吉兒利 飾演 漢娜·尼科斯（Hanna Nichols）：茱麗葉的母親，已逝世多年，實為護焰者的一員[8]。
- 李·德拉格（Lee Drage） 飾演 弗蘭基·布朗（Franky Brown）：私藏歷史遺物的商販[2]。
- 亨利·蓋瑞特（英语：Henry Garrett (actor)） 飾演 道格拉斯·特朗布爾（Douglas Trumbull）：司法部職員，辛斯的學徒候選人[2]。
- 譚雅·穆迪（英语：Tanya Moodie） 飾演 梅度斯法官（Judge Meadows）：司法部部長和大法官，辛斯表面上的上司[9]。
- 索妮塔·亨利（Sonita Henry） 飾演 雷吉納·傑克森（Regina Jackson）：歷史遺物走私商，喬治的前女友[10]。
- 威爾·梅瑞克 飾演 丹尼（Danny）：擅長應對資訊部保安系統的黑客[2]。

## 集数
| 季數 | 集数 | 集数 | 上線日期       | 上線日期      |
| 季數 | 集数 | 集数 | 首映           | 季终          |
| ---- | ---- | ---- | -------------- | ------------- |
| 1    | 10   | 10   | 2023年5月5日   | 2023年6月30日 |
| 2    | 10   | 10   | 2024年11月15日 | 2025年1月17日 |

### 第一季 (2023)
| 總集數 | 集數 （季） | 標題 | 譯名         | 導演          | 編劇                             | 上線日期      |
| --- | ----------- | ---- | ------------ | ------------- | -------------------------------- | ------------- |
| 1 | 1           |      | 自由日       | 摩丹·泰頓     | 葛瑞漢·尤斯特                    | 2023年5月5日  |
| 保安官霍斯頓告訴副手馬內斯他要「走出」地堡。這是地堡的一道禁語，任何要求走出去的人都會被流放，並會被要求進行義務性的「擦鏡頭」，讓地堡內的人看清外邊的末日景象。時間回到三年前，霍斯頓和妻子艾莉森多次受孕失敗，令艾莉森心灰意冷。在資訊部工作的她隨後受到底層居民喬治的委託，到他的工作室維修電腦，並意外發現了一隻神秘磁碟，裡面記錄了一些已被篡改的歷史真相，包括清楚拍到外面世界沒有任何污染的畫面。艾莉森又發現醫生根本沒有將她的避孕裝置移除，使她更懷疑統治者是在欺騙人民。她在餐廳大叫要「走出」地堡，並承諾霍斯頓若果她看到外面的世界真的沒有污染，自己將會「擦鏡頭」，反之她不會。結果，艾莉森在走出地堡後擦了鏡頭，並在走了一段小路後倒地不起。 |             |      |              |               |                                  |               |
| 2 | 2           |      | 霍斯頓的人選 | 摩丹·泰頓     | 傑西卡·布萊爾（Jessica Blaire）、凱西·帕帕斯   | 2023年5月5日  |
| 霍斯頓「走出」地堡後同樣擦起了鏡頭，隨後倒在艾莉森的身體旁邊。時間回到艾莉森「走出」地堡後不久，喬治被發現身亡。霍斯頓和馬奈斯到底層調查，他的女友茱麗葉堅稱他是被人謀殺，因為他在出事前曾與她見面，並跟她說他發現了一些東西。茱麗葉和霍斯頓一同搜查喬治的工作室，並承諾在有所發現後會通知她。回到現在，由於地堡失去了保安官，居民們人心惶惶。為了穩定人心，市長詹絲希望能儘快選出新保安官。她向馬奈斯詢問霍斯頓有沒有指明接班人，馬奈斯狐疑地向詹絲表示霍斯頓的人選是茱麗葉。 |             |      |              |               |                                  |               |
| 3 | 3           |      | 機械         | 摩丹·泰頓     | 英格麗·埃斯卡耶達（Ingrid Escajeda）            | 2023年5月12日 |
| 司法部執行官辛斯找上詹絲和馬奈斯，希望他們能接納司法部的保安官人選比靈斯，但被詹絲婉拒。二人遂前往底層會見茱麗葉並告知他霍斯頓的遺言，茱麗葉得知後大驚，並拒絕了任命。但機械部隨即發現為地堡供電的發電機出現故障，需要關閉維修，否則將會發生爆炸，地堡以後都會失去供電。茱麗葉以徹底關閉地堡電源八小時為條件，答應出任保安官。詹絲旋即宣佈地堡全面停電，機械部在千鈞一髮之際也成功修復發電機，並在限時內回復供電。然而，在停電期間終於與馬奈斯互相表白、確立關係的詹絲卻被發現在廁所內重傷倒地。 |             |      |              |               |                                  |               |
| 4 | 4           |      | 真相         | 大衛·山謬     | 雷米·奧布瓊                      | 2023年5月19日 |
| 詹絲不治去世。由於詹絲只有喝過馬奈斯的水壺，因此馬奈斯堅信她是被想謀殺他的人錯殺。資訊部主管白納德接任市長，並不情願地下委任茱麗葉為新保安官。茱麗葉找上馬奈斯，希望他能幫忙調查喬治一案，而她將會為他緝拿殺害詹絲的兇手。隨後，辛斯拜訪馬奈斯，試圖勸他支持罷免茱麗葉，但馬奈斯拒絕，並表示想先看看霍斯頓的人選有何能耐。然而，馬奈斯在當晚在寓所內被人襲擊。最後，茱麗葉在即將關閉的餐廳中遇到一名正在觀星的男孩盧卡斯，對他很感興趣。 |             |      |              |               |                                  |               |
| 5 | 5           |      | 清潔工的孩子 | 大衛·山謬     | 葛瑞漢·尤斯特                    | 2023年5月26日 |
| 馬奈斯死亡，伯納德隨即委任比靈斯為新副保安官。茱麗葉不信任比靈斯，並在調查馬奈斯案時將他耍走，獨自前往帕特里克·肯尼迪的寓所搜證，發現一幅馬奈斯為詹絲繪畫的素描畫。隨後，比靈斯向茱麗葉建議拘捕一名由司法部提出的嫌疑人，令茱麗葉懷疑司法部是想拖延時間，趁機將肯尼迪滅口。於是，她前往肯尼迪的住所埋伏，果然發現一名司法部候選學徒道格拉斯，但他在一番追逐後逃脱，並找上辛斯，向他報告情況。然而，辛斯卻將他殺死，並假稱他是在殺害詹絲和馬奈斯後畏罪自殺。最後，茱麗葉回到底層，先後從師傅沃克的工作室和埋藏在鑽探機一層的盒子裡拿回喬治遺下的收藏品。 |             |      |              |               |                                  |               |
| 6 | 6           |      | 歷史遺物     | 伯特＆伯蒂    | 阿里克·阿韋利諾（Aric Avelino）              | 2023年6月2日  |
| 司法部從道格拉斯的公寓找到一件屬於喬治的歷史遺物（貝思手動糖果分配器），茱麗葉以此作為藉口，在地堡進行搜查，其中在調查一名遺物走私商雷吉納時，發現對方是喬治的前女友。雷吉納告訴茱麗葉喬治只是一直利用對他有好感的女子為他購買遺物，令茱麗葉開始質疑自己為喬治做的事是否值得。辛斯發現茱麗葉和喬治的關係，前來與她對質，幸得白納德解圍，但他亦要求茱麗葉不要再在詹絲和馬奈斯的命案糾纏。比靈斯斥責茱麗葉不信任自己，但反被茱麗葉揭發他患有被地堡禁止工作的綜合症。茱麗葉隨後再度拜訪雷吉納，對方將喬治珍藏的一本史前兒童圖書交給她，茱麗葉隨即回家查看，並從書中第一次看到海洋。然而，她的一舉一動卻被攝影機完全拍下。 |             |      |              |               |                                  |               |
| 7 | 7           |      | 護焰者       | 伯特＆伯蒂    | 傑西卡·布萊爾                    | 2023年6月9日  |
| 監控員將茱麗葉看書一事告訴辛斯，令他大為震驚。茱麗葉發現圖書扉頁上的保管者名單有生育輔導員歌莉亞的名字，遂到醫療室找她，卻發現她因長期服用藥物而神智不清。於是茱麗葉找上梅度斯法官，希望她能取消歌莉亞的強制醫療令，但梅度斯惶恐地告訴她自己其實沒有實權。茱麗葉回到辦公室，終於向比靈斯坦白她其實是在調查喬治的命案，而比靈斯決定幫助她。白納德也找上茱麗葉，希望與她聯手，避免司法部擴權。茱麗葉在父親的幫忙下偷偷盤問歌莉亞，得悉地堡內存在一群充滿好奇心並被地堡逼迫的「護焰者」，茱麗葉的母親也曾是其中一員。茱麗葉也發現幕後控制地堡的人能透過鏡子背後的攝影機看到他們的一舉一動，遂砸毀醫療室中的鏡子和鏡頭，並從通風管找到霍斯頓遺留下來的一顆硬碟。 |             |      |              |               |                                  |               |
| 8 | 8           |      | 漢娜         | 亞當·伯恩斯坦 | 杰弗里·王（Jeffery Wang）、英格麗·埃斯卡耶達 | 2023年6月16日 |
| 司法部搜查茱麗葉的辦公室，但卻一無所獲。茱麗葉隨即在比靈斯的協助下反過來拘捕辛斯，並趁機搜查辛斯的辦公室，發現了她母親漢娜的檔案。漢娜曾經造出一台非法的投影放大器，卻被司法部發現，她亦在不久之後被發現摔死在梯間。茱麗葉一直以為是父親告發了母親，但現在終於明白是司法部透過攝影機發現了母親的行徑，因此她前往醫療室向父親道歉，並將她的發現告訴他。茱麗葉找上盧卡斯，希望他能幫忙打開硬碟，但盧卡斯不敢做出犯法行為。茱麗葉離開時發現司法部正在樓梯設置檢查站，因此她只能沿路折返，中途遇上白納德。白納德要茱麗葉向他坦白自己到底在調查甚麼，但茱麗葉砌詞搪塞，於是白納德假裝不經意地向她揭示其實自己就是地堡的幕後主事人，辛斯也隨即現身，並在白納德的命令下將茱麗葉逮捕。最後，白納德更誣衊茱麗葉說要「走出」地堡，將她逮捕，但在上樓梯時意外被茱麗葉逃脫。 |             |      |              |               |                                  |               |
| 9 | 9           |      | 逃離         | 亞當·伯恩斯坦 | 萊克西婭·達爾科（Lekethia Dalcoe）              | 2023年6月23日 |
| 比靈斯在搜查茱麗葉的住所時找到她私藏的兒童圖書，他撕下其中一頁後將書燒掉。茱麗葉逃到辛斯的家，並用辛斯的電腦讀取硬碟，發現了喬治給她留下了一個檔案。白納德將盧卡斯以知情不報罪逮捕，並從他口中得知了硬碟的序號，利用訊號追蹤找到茱麗葉的藏身點。辛斯帶人拘捕茱麗葉，但他的妻子卻在千鈞一髮之際協助茱麗葉逃跑。茱麗葉找上甘迺迪，並在他的幫忙下成功讀取檔案，並看到喬治留給她的影片。喬治在影片中坦言自己深愛著茱麗葉，並要茱麗葉找到地堡下的門。茱麗葉和甘迺迪亦看到一段拍攝外面世界的畫面，顯示外面一切正常、鳥語花香。 |             |      |              |               |                                  |               |
| 10 | 10          |      | 外面         | 亞當·伯恩斯坦 | 佛瑞德·戈蘭                      | 2023年6月30日 |
| 甘迺迪替茱麗葉找上駭客丹尼，打算將拍攝外面世界的影片公諸於世，然而在短暫入侵地堡的所有螢幕後被白納德發現，遂將電腦系統關閉。茱麗葉隨即通過垃圾槽逃到底層，但仍被白納德發現。白納德向茱麗葉提出協議，將喬治死前的攝影機拍攝畫面展示給她，換取她放棄受審直接被送到外面「擦鏡頭」。沃克私下找上供應部主管，暗中改裝了茱麗葉的防護衣。白納德將盧卡斯調到礦場工作。在茱麗葉被送出地堡前，她質問白納德為何不讓人們知道真相，並提到連他都不知道的底層暗門，令他起疑並偷偷將硬碟保留。茱麗葉走到外面，看到外面一切正常的畫面。她走到霍斯頓屍體的位置，發現他的屍體在防護衣的螢幕上顯示為石頭。她將警徽放在石頭上，最終她沒有擦鏡頭並靠改裝保護服成功跨越地堡鏡頭無法拍到的小山丘，令眾人大驚。最後，茱麗葉看到山丘後的世界確實已經毁滅，但附近卻有著無數個相同的地堡。   |             |      |              |               |                                  |               |

### 第二季 (2024)
| 總集數 | 集數 （季） | 標題              | 譯名     | 導演             | 編劇                 | 上線日期       |
| --- | ----------- | ----------------- | -------- | ---------------- | -------------------- | -------------- |
| 11 | 1           | The Engineer      | 工程師   | 麥可·迪納        | 葛瑞漢·尤斯特        | 2024年11月15日 |
| 在回憶片段中，17號地堡發生叛亂，居民逃離地堡。在現在，茱麗葉爬過堆積在入口外的屍體，成功闖入17號地堡。她探索地堡的上層，發現完全被廢棄，而下層則被洪水淹沒。通往資訊部的橋樑已被摧毀，於是茱麗葉搭建了一座臨時橋樑，但在她通過後隨即坍塌。回憶片段中，年幼的茱麗葉剛進入機械部，在整理上層運來的垃圾時與雪莉成為朋友。她最初難以適應新環境，但在修復一個壞掉的玩具後，獲得其他工人的認可，開始在沃克手下學習。在現在，茱麗葉繼續探索，並聽見音樂聲從資訊部的一道上鎖的金庫門後傳來。當她試圖打開門時，門內的一名男子警告她若再嘗試，他將會殺死她。 |             |                   |          |                  |                      |                |
| 12 | 2           | Order             | 法典     | 麥可·迪納        | 佛瑞德·戈蘭          | 2024年11月22日 |
| 伯納德透過茱麗葉防護服上的攝影機監視她，發現她接近17號地堡，隨後畫面突然中斷。茱麗葉拒絕擦鏡頭的行為，使伯納德意識到這可能會引發革命。他將所有副手交由辛斯指揮，並實施強制宵禁，以控制地堡內不斷質疑茱麗葉生死的民眾。他試圖說服梅度斯幫助他，並逮捕沃克與她的前妻卡拉，指控她們協助茱麗葉偷運膠帶密封防護服。雪莉開始在底層尋找答案，而諾克斯則試圖阻止她。伯納德向全地堡發表演講，聲稱資訊部開發了一種新的膠帶，使茱麗葉能存活更長時間，但仍然堅持她已經死亡。梅度斯支持他的說法，大部分居民相信官方說辭，但雪莉依然懷疑，並在宵禁後秘密召開會議。演講後，梅度斯要求伯納德給她一套真正密封的防護服，讓她走出地堡。 |             |                   |          |                  |                      |                |
| 13 | 3           | Solo              | 索羅     | 阿里克·阿韋利諾  | 凱西·帕帕斯          | 2024年11月27日 |
| 在17號地堡內，茱麗葉從金庫內的男人索羅（Solo）口中得知，世界上共有50座地堡，而她的行動可能會引發革命。索羅提供食物給茱麗葉，並建議她使用消防服返回18號地堡，但消防設備位於被水淹沒的區域。茱麗葉請求他的幫助，他最初拒絕，但後來改變心意，離開了金庫。在18號地堡內，工人泰迪因為在牆上塗鴉「茱麗葉活著」而被逮捕。辛斯向被囚禁的派屈克提供能夠抑制痛苦的藥物，以換取他的合作，並召集退役掠奪者前往機械部壓制動亂。雪莉帶領抗議者要求釋放泰迪，但派屈克卻向副手投擲燃燒彈，導致混亂，新任工程師庫柏在衝突中喪生。比靈斯調查茱麗葉被捕時的情況，並向梅度斯提交報告，證明茱麗葉從未主動要求「走出」地堡。 |             |                   |          |                  |                      |                |
| 14 | 4           | The Harmonium     | 簧風琴   | 阿里克·阿韋利諾  | 薩爾·卡列羅斯        | 2024年12月6日  |
| 在索羅的幫助下，茱麗葉製作了一個空氣泵，以便穿越淹沒的區域取得消防服。索羅告訴她關於外界的故事，但對於離開金庫仍然感到恐懼。諾克斯向雪莉透露，他認為地堡的歷史中發生過多次叛亂，而機械部總是被當作替罪羊，因為他們能夠關閉地堡供電。他要求與梅度斯對話，對方同意見面。辛斯開始懷疑伯納德與梅度斯的關係，於是策劃了一場運動，要求罷免梅度斯。梅度斯允許盧卡斯上訴，將他的刑期減至五年。比靈斯調查機械部的暴動，發現始作俑者的屍體不見了，而庫柏的屍體則被司法部帶走。伯納德毒殺梅度斯，在她臨死前，她告訴他，茱麗葉偷走的硬碟內包含一封來自140年前叛亂期間的資訊部主管薩爾瓦多·奎因的加密信件。最後，伯納德將梅度斯的屍體設局，嫁禍給諾克斯和雪莉，辛斯則煽動民眾追捕他們。 |             |                   |          |                  |                      |                |
| 15 | 5           | Descent           | 下降     | Amber Templemore | Jenny DeArmitt-Stran | 2024年12月13日 |
| 索羅請求茱麗葉修理水泵，因為水位正在上升，預計十個月內將淹沒資訊部，但茱麗葉堅持她必須立即返回18號地堡。茱麗葉懷疑索羅隱瞞了自己的真實身份，並對他提出質疑，索羅則憤怒回應。茱麗葉找到一個可用的防護服頭盔，但因傷勢過重而暈倒。在18號地堡內，伯納德察覺到辛斯策劃的罷免梅度斯運動是個騙局，拒絕讓辛斯成為他的「影子」，但改任命他接替梅度斯成為新法官，令辛斯感到不滿。辛斯的妻子卡蜜兒幫助諾克斯與雪莉逃離追捕。新任司法安全主管瑞克·阿蒙森逮捕了卡拉，但諾克斯、雪莉與沃克成功繞過封鎖線，前往地堡底層。伯納德命令盧卡斯修復茱麗葉的硬碟，結果發現地堡內與外界的隱藏連結，以及薩爾瓦多·奎因寫給妻子的一封加密信件。比靈斯與副手漢克找到派屈克，派屈克表示願意向比靈斯透露有關地堡的真相。 |             |                   |          |                  |                      |                |
| 16 | 6           | Barricades        | 柵欄     | 麥可·迪納        | 傑佛瑞·王            | 2024年12月20日 |
| 由於伯納德封鎖了對底層的物資供應，並且諾克斯正在製造武器，緊張局勢加劇。應比靈斯的要求，皮特前往底層治療派屈克。派屈克告訴比靈斯，他曾幫助茱麗葉修復硬碟，並接受辛斯的條件，成為機械部抗議活動中的滲透者。伯納德詢問卡蜜兒有關她保護諾克斯和雪莉的行為，但卡蜜兒巧妙回避。諾克斯和雪莉帶領一群人對封鎖線發起攻擊，並成功推進十層樓，佔領了122層的關鍵農場。比靈斯詢問沃克、諾克斯和雪莉有關梅度斯死亡的情況。當比靈斯透過無線電告訴伯納德他打算對梅度斯的死亡進行正式調查時，伯納德立即關閉了無線電通信。盧卡斯繼續解密奎因的信件，信件中複雜的密碼讓伯納德決定讓盧卡斯成為他的影子，以便接觸「遺產」系統。在17號地堡，茱麗葉在「獨行者」的治療下醒來，發現他藏起了她的防護服，逼迫她修理水泵後才能離開。 |             |                   |          |                  |                      |                |
| 17 | 7           | The Dive          | 下潛     | 麥可·迪納        | 凱瑟琳·迪薩維諾      | 2024年12月27日 |
| 伯納德向盧卡斯介紹「遺產」，這是一台存放於保險庫內的先進電腦，內含所有機密知識與記錄，然而關於地堡在352年前之前的歷史仍然無從得知。盧卡斯利用「遺產」進行研究，並懷疑這封信件使用了書籍密碼（book cipher）。 機械部透過紙條向上層傳遞訊息，鼓勵市民質疑資訊部隱藏的真相，隨後關閉地堡的電力，從而揭露資訊部擁有獨立的電源系統。伯納德與辛斯發生衝突，辛斯對於自己被排擠仍心存不滿。 辛斯與卡蜜兒對峙，詢問她的行為動機。卡蜜兒解釋她希望在兩派勢力之間遊走，以確保自身安全，並承諾不再隱瞞任何事。比靈斯與漢克追蹤潛伏在機械部內部、試圖煽動內部分裂的間諜。 沃克擔心卡拉的安危，短暫開啟資訊部的一台監視攝影機，以向上層發送訊號，該訊號最終被伯納德接收。 在17號地堡內，茱麗葉進行深潛作業，以修復供水泵浦來幫助索羅（Solo），但在作業過程中，她的氧氣供應被切斷，險些溺斃。成功浮出水面後，茱麗葉發現了掙扎過的痕跡，懷疑地堡內可能還有其他人存在。    |             |                   |          |                  |                      |                |
| 18 | 8           | The Book of Quinn | 昆恩之書 | 安柏·坦普爾莫爾  | 雷米·奧布瓊          | 2025年1月3日   |
| 茱麗葉 得了減壓症，必須再次潛水以恢復。浮出水面後，她遇到一名持弓箭的神秘人物，對方射傷她，並威脅要殺死她。茱麗葉 追蹤攻擊者，發現三名年輕人。在 18 號地堡，盧卡斯 追查 昆恩 的後裔，得知他們在多年前將 昆恩 的《法典》副本交給了 梅度斯。伯納德 告訴 盧卡斯，昆恩 在 140 年前銷毀了歷史記錄，並在飲用水中投放藥物，使市民遺忘歷史，以阻止每 20 年爆發一次的叛亂。盧卡斯 利用 昆恩 的《法典》開始解讀 昆恩 的信件。辛斯 在 卡蜜兒 的幫助下，得知 盧卡斯 是在為 伯納德 進行調查。沃克 與 伯納德 見面，並同意成為他的線人，以換取 卡拉 的安全。隨後，一群闖入物資供應部的機械部成員被掠奪者逮捕。比靈斯 的妻子 凱瑟琳 發現 比靈斯 曾保存一頁來自「過去時代」的繪本，並要求查看它. |             |                   |          |                  |                      |                |
| 19 | 9           | The Safeguard     | 保衛     | 安柏·坦普爾莫爾  | 傑西卡·布萊爾        | 2025年1月10日  |
| 茱麗葉遇到了五位年輕倖存者的領袖奧黛麗，奧黛麗命令茱麗葉打開金庫，以便他們取得食物。奧黛麗已俘虜了索羅，並因為他們父母之死而打算殺死他。茱麗葉發現索羅在叛亂時只是個孩子，而索羅承認，當他們闖入金庫時，他出於自衛殺死了那群人的父母。索羅與該團體達成和解，並允許所有人進入金庫。在 18 號地堡，盧卡斯得知還有另外 50 座地堡，並根據昆恩的信件前往下層區域。盧卡斯發現了下面的隧道，在一扇門前，一個電腦聲音警告他，不要告訴任何人他所見的，否則他們將啟動「安全保護機制」。比靈斯將那頁繪本交給辛斯，這使得卡蜜兒和辛斯考慮加入叛亂。派屈克告訴凱瑟琳，他懷疑地堡所展示的外部世界是一個謊言。伯納德將叛亂者的行動歸咎於比靈斯，但並非所有上層副手都相信他。伯納德偷窺諾克斯與沃克討論叛亂計畫. |             |                   |          |                  |                      |                |
| 20 | 10          | Into the Fire     | 火焰之中 | 安柏·坦普爾莫爾  | 阿里克·阿韋利諾      | 2025年1月17日  |
| 沃克與諾克斯及其他叛亂者合作，利用伯納德的攝影機向他發送虛假資訊。他們誘使伯納德派遣掠奪者前往下層並將所有叛亂者調往上層，之後皮特犧牲自己炸毀了中間的樓梯。上層的副手在通過辛斯收到比靈斯的訊息後，與叛亂者站到了一起。派屈克煽動市民組成暴民，要求伯納德給出解釋。盧卡斯向伯納德說明他所學到的並辭職，導致沮喪的伯納德任命辛斯為他新的資訊部影子，並交出金庫鑰匙和密碼。辛斯及其家人進入金庫，但「遺產」表示只有卡蜜兒可以留下。在 17 號地堡，索羅向茱麗葉講述了安全保護程序，該程序是一根可以抽取足夠毒藥殺死所有人的管道，以及如何停止該程序。茱麗葉穿上消防服返回 18 號地堡，該地堡內部受到讚賞，但她展示了一則訊息，警告他們不要離開。當伯納德離去之際，茱麗葉進入金庫，兩人被鎖在焚化爐中，焚化爐隨即啟動。在華盛頓特區的一個回溯場景中，一名叫海倫的女子質疑一位新上任的議員，詢問美國是否可能對伊朗進行報復，理由是伊朗據稱在美國本土引爆了髒彈. |             |                   |          |                  |                      |                |

## 製作

### 開發

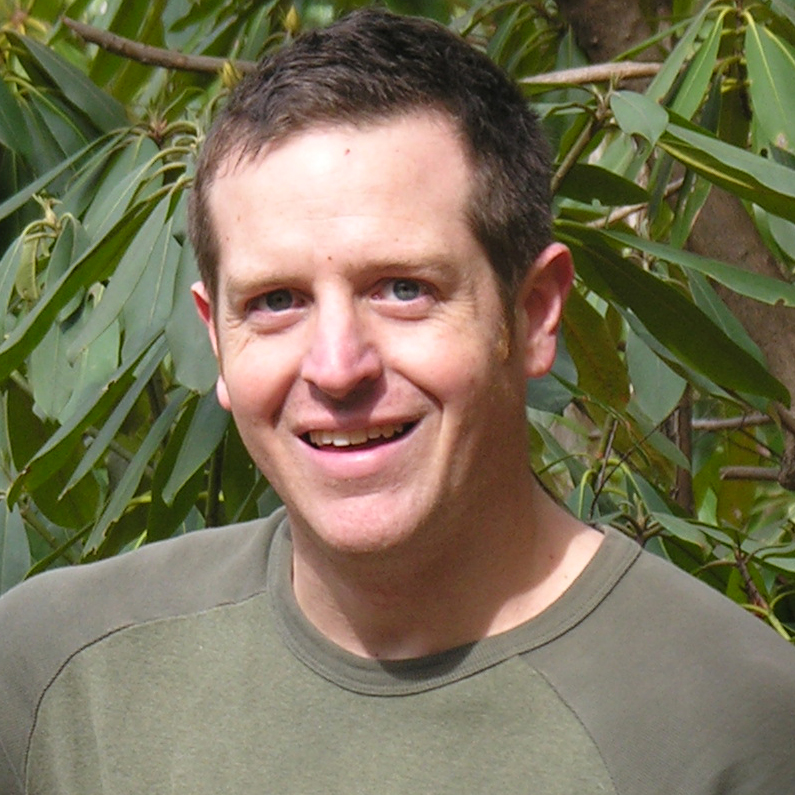
執行製作人和原著小說《羊毛記》的作者休·豪伊

2012年，二十世紀影業有意將休·豪伊自資出版的小說《羊毛記》改編成電影，並於2012年5月11日就此事與豪伊洽談。五天後，二十世紀影業宣佈已購下版權，雷利·史考特和斯蒂文·澤里安將會參與製作。2012年11月28日，J·布萊克森宣佈將會編劇和執導。2015年6月5日，二十世紀影業宣佈聘請妮可·帕爾曼重新編劇，而布萊克森將會完全退出劇組。該電影最終因迪士尼收購21世紀福斯而擱置。2018年7月30日，AMC電視網宣佈將會再度改編《羊毛記》，由拉托亞·摩根主創和編劇，並將會在AMC電視頻道上播映，暫定名稱為《羊毛記》。該劇於2021年5月20日宣佈改於Apple TV+首播，以及確認第一季將會有十集。葛瑞漢·尤斯特取代摩根出任該劇的主創人和編劇，成為尤斯特為Apple TV+創作的第三部作品。摩丹·泰頓亦將會執導部份集數，而他和尤斯特將共同兼任節目統籌。2023年3月，阿帝·納瑪拉松確認為該劇配樂，他此前曾與泰頓在Apple TV+劇集《捍衛雅各》中合作。
《末日地堡》第一季劇情改編自休·豪伊所著的同名小說系列的第一部《羊毛記》。由於休·豪伊最初在撰寫《羊毛記》時只打算寫成五十六頁的短篇小說，他認為自己未有妥善建構世界觀和設計角色，因此在參與改編電視劇創作時他提出在還原小說劇情以外加入更多故事線和角色的背景故事，例如原著小說只有短短兩句提及茱麗葉和霍斯頓曾經一同查案，而豪伊在改編時將此經歷變成其中一條故事主線，以豐富茱麗葉和霍斯頓兩名人氣角色的人物性格和背景設定。主創人葛瑞漢·尤斯特與豪伊有相似的觀點，他希望該劇以角色為重心，因此加重了原著只有約略提及的茱麗葉男友喬治的戲份，並讓他的死亡作為茱麗葉後來突然改變心態的契機。尤斯特形容此改動令茱麗葉成為一個「不願成為英雄的英雄」，不但看起來更有趣，同時又為茱麗葉的角色提供更人性化的刻劃和合理的行事動機。創作團隊亦為原著戲份不重的反派辛斯增加戲份，並加入他為了維護地堡而不擇手段的動機，而非將小說對應角色般只是單純的壞。在劇本撰寫方面，由於原著幾乎每章都以一個劇情轉折作結，創作團隊在改編時需要在眾多轉捩點中作取捨，以配合劇集的整體敍事節奏。但尤斯特指該劇的定位依然是帶有懸疑性質，因此依然保留了小說中刻意不讓觀眾知道全部真相的敍事角度，同時會如同小說般在各個故事線中不斷切換視角，增加戲劇張力。他亦將一些他非常喜歡但在原著中描述不多的故事線延長，例如加長艾莉森和霍斯頓被送到外面清潔的橋段。豪伊指該劇雖然設定在架空世界，但與現實有不少相似之處，例如有著會監控人民的政府、刻意避重就輕的政治宣傳，又以維持地堡秩序的「公約」象徵威權主義。他和尤斯特均指劇組希望透過該劇讓讀者對人性和現今政治環境作出反思，而尤斯特也想透過該劇帶出極權統治者最想抹除的好奇、自主和固執三種人性特質其實是最難消滅的觀點。此外，創作團隊在改編劇本時亦會考慮到現實的取景問題，由於搭建地堡需要花費大量工夫，因此撰寫劇本時，他們儘量在保持劇情流暢的情況下減少場景轉換，最終劇組將所有戲份限制在四十二個房間內。
2023年5月，該劇受到2023年美國編劇公會大罷工影響而一度暫停第二季拍攝，尤斯特對罷工行動表示理解和支持。同年6月，Apple TV+公開宣佈續訂第二季。

### 選角
該劇在宣佈製作時一併公佈將會由丽贝卡·弗格森主演，弗格森指最初摩丹·泰頓邀請她飾演主角茱麗葉時因認為劇本不太吸引而一度拒絕，但葛瑞漢·尤斯特特意修改了劇本，並勸她再三考慮，她在看過新劇本後才認為自己適合參演並答應尤斯特的邀請。2021年8月，添·羅賓斯宣佈參演，羅賓斯指自己本身是個警世故事迷，亦有讀過《羊毛記》，因此感恩能獲邀參演該劇。同年10月，拉什達·瓊斯、大衛·奧伊羅、凡夫俗子、哈里特·沃特、艾維·納許和齊納查·烏切宣佈參演，其中烏切是首位從試鏡取得角色的演員。2023年4月，伊恩·格雷、杰拉丁妮·詹姆斯和韋·柏頓在釋出預告片後確認參演。

### 拍攝
主體拍攝於2021年8月在英國赫福郡霍茲登開始，大部份場景都在當地的霍茲登攝影廠（Hoddesdon Studio）拍攝，劇組在攝影廠裡按照實物比例搭建了其中三層的地堡和樓梯，並由馬克·佩頓（Mark Patten）、大衛·路德（David Luther）和勞瑞·羅斯擔任攝影師。隨後劇組移師到倫敦取景，並在2022年夏季殺青。
第二季拍攝於2023年4月中在霍茲登攝影廠展開。

## 發行
該劇於2023年4月14日於戛納國際電視節上舉行特別放映場，並於2023年5月5日於Apple TV+正式首播。該劇的首兩集於5月5日一併上架，後續集數以每週一集的頻率更新，並在同年6月30日播出季終集。

## 評價
該劇的整體評價不俗，主要讚揚該劇的世界觀建構、場景設計和麗貝卡·弗格森等主演的演出表現。該劇在爛蕃茄根據54條評論，持有87%的新鮮度，平均得分為7.4／10。該網站的普遍評價為「有著高明的劇本、令人佩服的場景設計和麗貝卡·弗格森身上無法估算的巨星魅力，《末日地堡》是一個值得打開的神秘寶箱」。Metacritic則根據20則評論，給予75／100的分數，評價屬「總體好評」。
美國推想小說作家斯蒂芬·金形容該劇「神秘且極度懸疑，是一部擁有立體角色的優秀科幻作品」。《芝加哥太陽報》的理查·洛普認為該劇的角色有趣、充滿意想不到的劇情轉折、表達的主題繁多但清晰，並以「疑案、社評和陰謀驚悚片的混合體」來形容該劇。《衞報》的露西·曼根讚揚該劇的劇情扣人心弦，並刻劃出一個細緻和飽滿的虛構世界；而《帝國雜誌》的約翰·紐金特（John Nugent）給予該劇4星評分（滿分5星），讚揚該劇除了呈現一個緊湊的解謎過程，亦建構出一個與現實世界相似和充滿比喻的架空世界，引起觀眾反思。Mashable的貝倫·愛德華茲（Belen Edwards）讚揚該劇有別於以往流行的敵托邦題材青年小說，建構出一個神秘和精心設計的新世界，並形容該劇的劇情引人入勝；The Verge的安德魯·韋伯斯特（Andrew Webster）亦認為該劇將幾條環繞核心謎團的故事線都完整和互不干擾地展開，產生一種類似「逃出無人小鎮」式懸疑故事的感覺，因此能從眾多後末日題材作品中脫穎而出。他同時讚揚該劇的場景設計，認為劇組搭建的場景非常壯觀且充滿細節；《浮華世界》的理查德·勞森（Richard Lawson）也有類似看法，讚揚該劇的場景設計，而且配合弗格森的精湛演繹更令人置身其中；《每日野獸》的尼克·沙格（Nick Schager）則讚揚弗格森的演出擁有令人目不轉睛地注視著的魅力，同時富說服力地呈現出茱麗葉一角的獨特個性
。
然而，該劇在劇本節奏和氣氛營造方面獲得不少負面評價。《觀察家報》的迪倫·羅斯（Dylan Roth）批評該劇節奏緩慢，而角色要解決的謎團過份簡單和欠缺深度，令讀者無法代入該劇建構的世界觀；有線電視新聞網的布賴恩·洛瑞（Brian Lowry）亦有類似看法，他認為該劇於首集便已經拋出關於外面世界的疑團，但中段卻一直沒有繼續跟進和解謎，未能延續懸疑感，甚至令人覺得拖戲，形容「也許觀眾（比角色）更想走到外面去」。Collider的蔡斯·哈欽森（Chase Hutchinson）則認為該劇的劇情套路重複，每集都像在繞圈子，而角色之間的衝突也只靠主演弗格森的精彩演出撐起；《好萊塢報導》的丹尼爾·費恩伯格（Daniel Fienberg）同樣讚揚弗格森和羅賓斯的演技，以及該劇的世界觀建構，但批評凡夫俗子的演出，認為他的行為舉止和角色個性相差太遠，在其他出色演員面前更缺乏說服力。

## 註腳
1. ↑  《羊毛記》是原著小說系列第一部的標題。

## 外部連結
- 官方网站
- 互联网电影数据库（IMDb）上《末日地堡》的资料（英文）
- 豆瓣电影上《末日地堡》的資料 （简体中文）